# Gacha

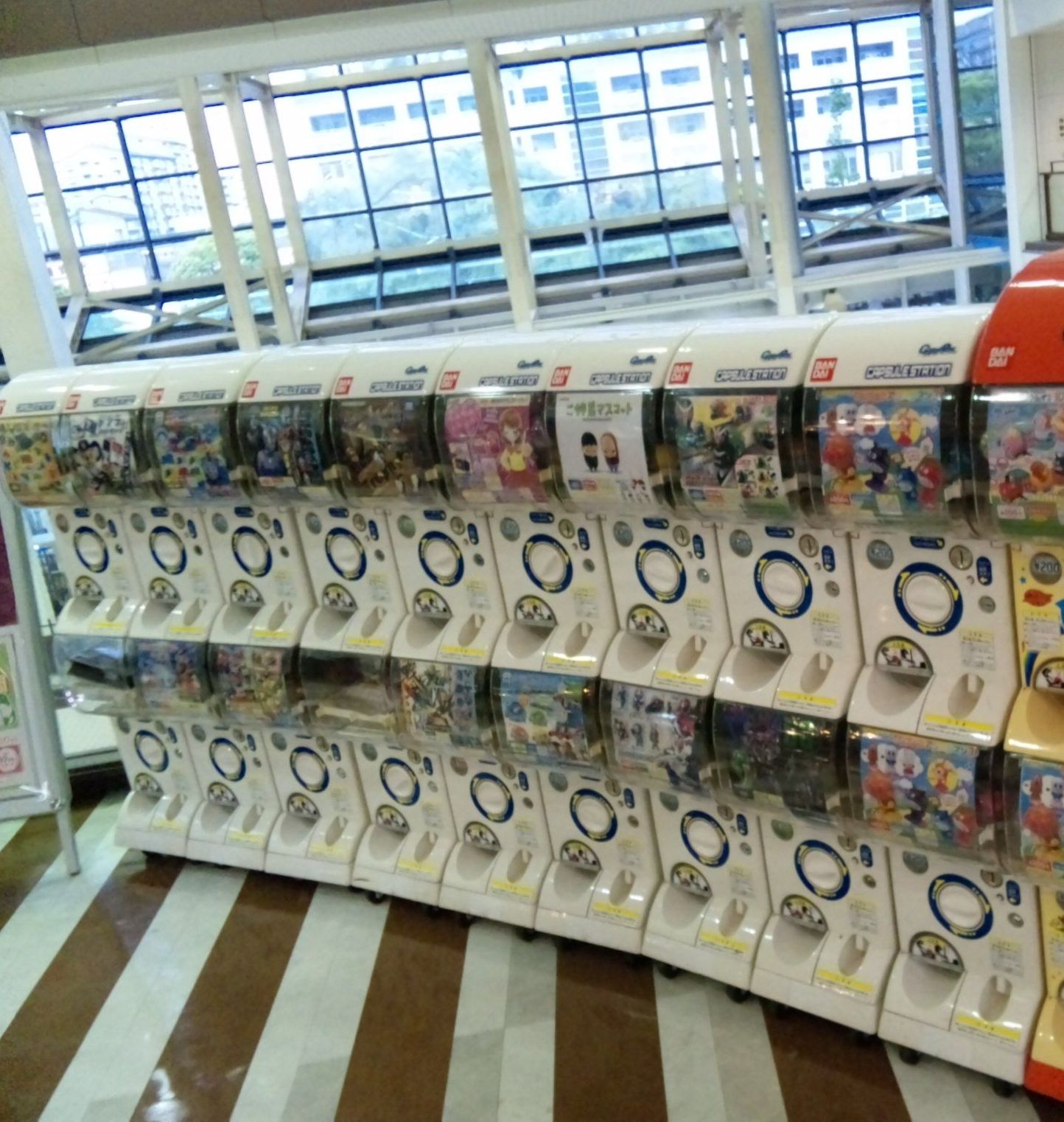
Automaty gacha w Japonii

Gacha (z jap. ガチャ) – termin odnoszący się do mechanizmów loterii występujących w grach. Początkowo był używany w stosunku do japońskich automatów z zabawkami w kapsułkach (tzw. gashapon), a później w odniesieniu do azjatyckich gier komputerowych, w których występuje podobna losowość. Pojęcie jest podobne do skrzynek występujących w grach komputerowych, jako że obydwa pomysły skłaniają graczy do wydawania waluty, aby otrzymać losowy wirtualny przedmiot. Różnica polega na tym, że skrzynki z łupami wymagają pokonania przeciwnika w grze, podczas gdy gacha wymaga wydania waluty w grze (która jest sprzedawana w grach za normalną walutę świata rzeczywistego). Loteria gacha nie gwarantuje otrzymania oczekiwanego przedmiotu i jest krytykowana jako forma hazardu; znane są przypadki, gdzie niepełnoletni gracze wydali tysiące dolarów na zakup waluty do gier gacha.
Większość gier, w których występuje mechanizm gacha, to darmowe gry mobilne. Model gacha zaczął być szeroko stosowany na początku 2010 roku, szczególnie dobrze radził sobie w Japonii. Używają go prawie wszystkie najbardziej dochodowe gry w Japonii, które stały się integralną częścią japońskiej popkultury. Mechanizm rozgrywki zyskuje na popularności również poza Japonią i jest stosowany w różnych produkcjach, zwłaszcza chińskich i koreańskich.